# Killer Elite
Killer Elite (Nacidos para matar en México y Asesinos de élite en España y resto de Hispanoamérica) es una película británica del 2011 de acción protagonizada por Jason Statham, Clive Owen, Robert De Niro e Yvonne Strahovski.
El filme está basado en la novela de 1991 The Feather Men (Los hombres de plumas), de Sir Ranulph Fiennes y está dirigida por Gary McKendry. La película está basada en hechos reales según el propio Fiennes.

## Sinopsis
En 1980 los asesinos Danny Bryce (Jason Statham), Hunter (Robert De Niro), Davies (Dominic Purcell) y Meier (Aden Young) se encuentran en México para matar a un hombre. Danny le dispara en presencia de su hijo pequeño, y luego es herido de bala en el hombro durante la huida. Afectado por este resultado, Danny se retira y regresa a su país natal, Australia.
Un año más tarde, en 1981, Danny es llamado desde Omán, donde Hunter está en cautiverio. Se reúne con el agente (Adewale Akinnuoye-Agbaje), un individuo que se encarga de las misiones de asesinato y se entera de que Hunter aceptó un trabajo de 6 millones de dólares, pero no pudo lograrlo. Si Danny no completa la misión de Hunter será ejecutado.
Danny se presenta ante el jeque Amr (Rodney Afif), un rey depuesto de una pequeña región de Omán que quiere matar a tres exagentes del SAS: Steven Harris (Hulme Lachy), Steven Cregg (Grant Bowler) y Simon McCann (Daniel Roberts), por haber matado a sus tres hijos mayores durante la Rebelión de Dhofar. Danny debe video grabar las confesiones de los objetivos y hacer que sus muertes parezcan accidentales, además debe de completar la operación antes de la muerte del jeque que está enfermo en fase terminal y a quien le quedan unos seis meses de vida. Esto permitirá que el cuarto hijo del jeque, Bakhait (Firass Dirani), recupere el control de la desértica región que su padre había gobernado. Si Danny falla, Hunter será asesinado.
Danny se reúne con Davies y Meier, quienes están de acuerdo en ayudarlo a cambio de una parte del dinero. En Omán, Danny y Meier logran colarse en la casa del primer objetivo, Steven Harris, para preparar el asesinato. Mientras que en Inglaterra, Davies visita los bares que frecuentan los agentes del SAS para localizar a los otros dos objetivos, pero levanta sospechas y la Feathermen, una sociedad secreta de exagentes que les brinda protección, es alertada. Su cabeza ejecutora es Spike Logan (Clive Owen), quien es informado y enviado a investigar.
Después de que Harris ha confesado en video, Danny y Meier lo llevan al baño de su casa. Su plan es romperle el cuello con un martillo recubierto con azulejos similares a los del piso del baño para que parezca que Harris resbaló en la ducha y se rompió el cuello. Cuando están a punto de ejecutar a Harris, Danny es distraído por la llegada de la novia de Harris, quien había extraviado las llaves de la casa y cuando vuelve al cuarto de baño se encuentra con que Meier se vio obligado a matar a Harris con el martillo a toda prisa.
De vuelta en Londres, Davies descubre el segundo objetivo, Steven Cregg, que está preparándose para una larga marcha nocturna en clima invernal en una base local del SAS. Davies se hace pasar por un civil que tiene problemas con el coche fuera de la cerca de la base, permitiendo a Danny infiltrarse en la misma. Allí, Danny le pone droga al café de Cregg para inducir un shock y causar su muerte por hipotermia durante la marcha. Danny, de uniforme de las SAS, sigue de cerca a Cregg durante la marcha, y un delirante Cregg confiesa en video la muerte del segundo hijo del jeque. Yendo a su tercer y último objetivo, Simon McCann, en la actualidad un mercenario, conduce su auto a una falsa entrevista de trabajo, pero antes los asesinos alteraron los mandos de un camión cisterna que viaja en sentido contrario al auto de McCann para alterar el sistema del camión y dirigirlo a control remoto, para lo cual el equipo requiere de Jake (Michael Dorman), un joven sin experiencia en asesinatos. Con McCann de camino a la falsa entrevista, Meier y Jake toman el control del camión desde de otro coche y lo dirigen hacia el coche de McCann, matándolo en un terrible choque. Sin embargo Spike Logan y sus hombres del Feathermen estaban vigilando a McCann. Minutos después localizan el auto de Meier y Jake y los persiguen hasta los muelles y se produce un tiroteo en el que un hombre de Feathermen y Meier mueren por un error del inexperimentado Jake. Danny y Davies deciden que el caso ha terminado, y se separan. Davies es seguido y atrapado por los Feathermen, aunque logra escapar muere atropellado por un camión durante la huida de los hombres de Logan.
Danny vuelve a Omán y le da el jeque la última confesión grabada. Hunter es liberado y regresa con su familia, no sin antes prometer que también se retirará de esa vida. Mientras, Danny se dirige a casa y se reúne con Anne (Yvonne Strahovski), una amiga de la infancia. Pronto, Danny es informado por el agente que hay un último hombre que participó en los asesinatos de los hijos del jeque y que este hombre, Ranulph Fiennes, está a punto de publicar un libro sobre sus experiencias como miembro de la SAS en donde confiesa la muerte del hijo del jeque. Si Danny no mata al cuarto SAS, la vida de Anne corre peligro.
Danny le dice a Anne que deben de ir a París con Hunter para que la proteja mientras él lleva a cabo el último trabajo. El hijo del jeque confirma que Harris era un hombre inocente. Logan, por su parte, trata de cazar a Danny a través del agente mientras monta un equipo para proteger al autor, pero Jake les distrae con Jake como señuelo, lo que permite a Danny infiltrarse en el edificio y matar al autor. Él, sin embargo, elige sólo herir al autor pero le toma fotografías para que parezca que lo mató. Logan persigue y captura a Danny, y lo lleva a un almacén abandonado, pero es interrumpido cuando un agente británico llega y revela que el gobierno británico está detrás de los acontecimientos debido a las enormes reservas de petróleo que hay debajo de las tierras del jeque. Una pelea a tres bandas se produce, con Danny, Logan y el agente británico que finaliza con el escape de Danny y la muerte del agente británico.
Danny y Hunter se dirigen a Omán para entregar las fotos al jeque. Sin embargo Logan llega primero y se enfrenta el jeque diciéndole que las fotos son falsas y luego lo apuñala de muerte frente al hijo, quien dice no importarle y le da el dinero que estaba destinado a Danny y a Hunter.
Después de detener a los hombres del jeque, Danny y Hunter confrontan a Logan en un camino desierto. Danny dice a Hunter que Logan puede quedarse con el dinero (aunque Hunter toma algo para sus gastos y su familia). Le dejan a Logan el resto del dinero diciéndole que lo necesitará para comenzar una nueva vida, después de haber matado al agente del gobierno, de actuar en contra del Feathermen y del propio gobierno británico. Danny dice que todo ha terminado para él y que Logan tiene que hacer su propia decisión. Lo dejan ahí diciéndole que van a enviar un taxi para él desde el aeropuerto. Danny se reúne con Anne en Francia para iniciar una nueva vida.

## Elenco
- Jason Statham como Danny Bryce.
- Clive Owen como Spike Logan.
- Yvonne Strahovski como Anne Frazier.
- Robert De Niro como Hunter.
- Dominic Purcell como Davies, el segundo asesino.
- Aden Young como Meier, el tercer asesino.
- Firass Dirani como Bakhait, el hijo del jeque.
- Adewale Akinnuoye-Agbaje como el agente.
- Grant Bowler como el capitán James Cregg.
- Michael Dorman como Jake.
- Ben Mendelsohn como Martin.
- Matthew Nable como Pennock.
- Chris Anderson como Finn.
- Jamie McDowell como Diane.
- George Murphy como ADR.
- Dion Mills como el escritor y ex-SAS Ranulph Fiennes (en realidad, escritor de la novela en que se basó la película).
- Riley Evans como Joey.
- David Whiteley como agente del MI6.
- Lachy Hulme como Harris.
- Nick Tate como el comandante B.
- Bille Brown como el coronel Fitz.
- Stewart Morritt como Campbell.
- Daniel Roberts como McCann.
- Simon Armstrong como Gowling.
- Richard Elfyn como Porter.

## The Feather Men(en español,Los hombres de pluma)
La trama de la película se basa en la novela The Feather Men, de Sir Ranulph Fiennes, y "se basa en una historia real" (Fiennes insiste en que es cierto). Se alteraron varios elementos del libro para hacer que la película parezca más creíble.
Sir Ranulph Fiennes, autor del libro, afirma que existe una sociedad secreta llamada los Feather Men, compuesta por miembros retirados y discapacitados del SAS quienes operan en las sombras. Se les llama los Feather Men, porque su influencia e intervención eran muy sutiles, como el roce de una pluma. Su trabajo consistía en proteger al personal del SAS y sus familias y vengar agravios o perjuicios causados a ellos.
El escuadrón de la muerte en la novela fue originalmente una célula terrorista comunista árabe llamada "La Clínica". Esto cambió en la película por un equipo independiente de sicarios controlados por un facilitador angoleño que dirige una agencia de viajes como cubierta.
Los objetivos son tres soldados del SAS (uno todavía está en servicio y, además, es un héroe de guerra condecorado) que sirvieron en Omán en 1970. Su muerte debe parecer accidental, para evitar represalias. En la película, una complicación adicional es que deben confesar de sus crímenes antes de ser asesinados.
El patrón de la novela fue originalmente la de un rico comerciante árabe de Dubái, cuyo hijo murió en combate luchando en Omán. Le sustituye en la película con un jeque moribundo omaní con cáncer terminal que tiene que matar a los hombres que asesinaron a sus tres hijos mayores con el fin de restaurar su honor y volver a su tribu.
La Batalla de Mirbat de julio de 1972 se libró con ocho soldados SAS, 100 Firqas (milicianos omaníes), 30 askars o paramilitares armados que contuvieron una fuerza de 250 insurgentes y se menciona solo de pasada en la película, pero nunca se detalla, se supone que uno de los tres hijos del jeque fue asesinado allí. En la película, el Foreign Office británico se supone que debe estar en buenas relaciones con el jeque con el fin de garantizar concesiones petroleras en las tierras del jeque. Incluso obligan a los Feather Men a dar marcha atrás con amenazas de encarcelamiento. Sin embargo, el jeque rico está en el exilio y su hijo, un playboy occidentalizado, no muestra ningún interés en regresar a su tierra natal para reclamar su título. Por lo tanto, incluso si la trama del jeque tiene éxito, el gobierno británico no ha ganado ninguna influencia con los propietarios reales. El libro no tiene una trama secundaria, tales como los Feather Men que son vistos como todopoderosos.
Sir Ranulph Fiennes afirma que los Feather Men le salvaron la vida en un intento de asesinato de La Clínica. En el libro La Clínica lo trató de emboscar a su casa de campo en Exmoor, pero se les escapó corriendo. En la película< él es un personaje secundario que sobrevive porque el asesino siente remordimiento y solo le mutila.